# A magyar televíziózás története

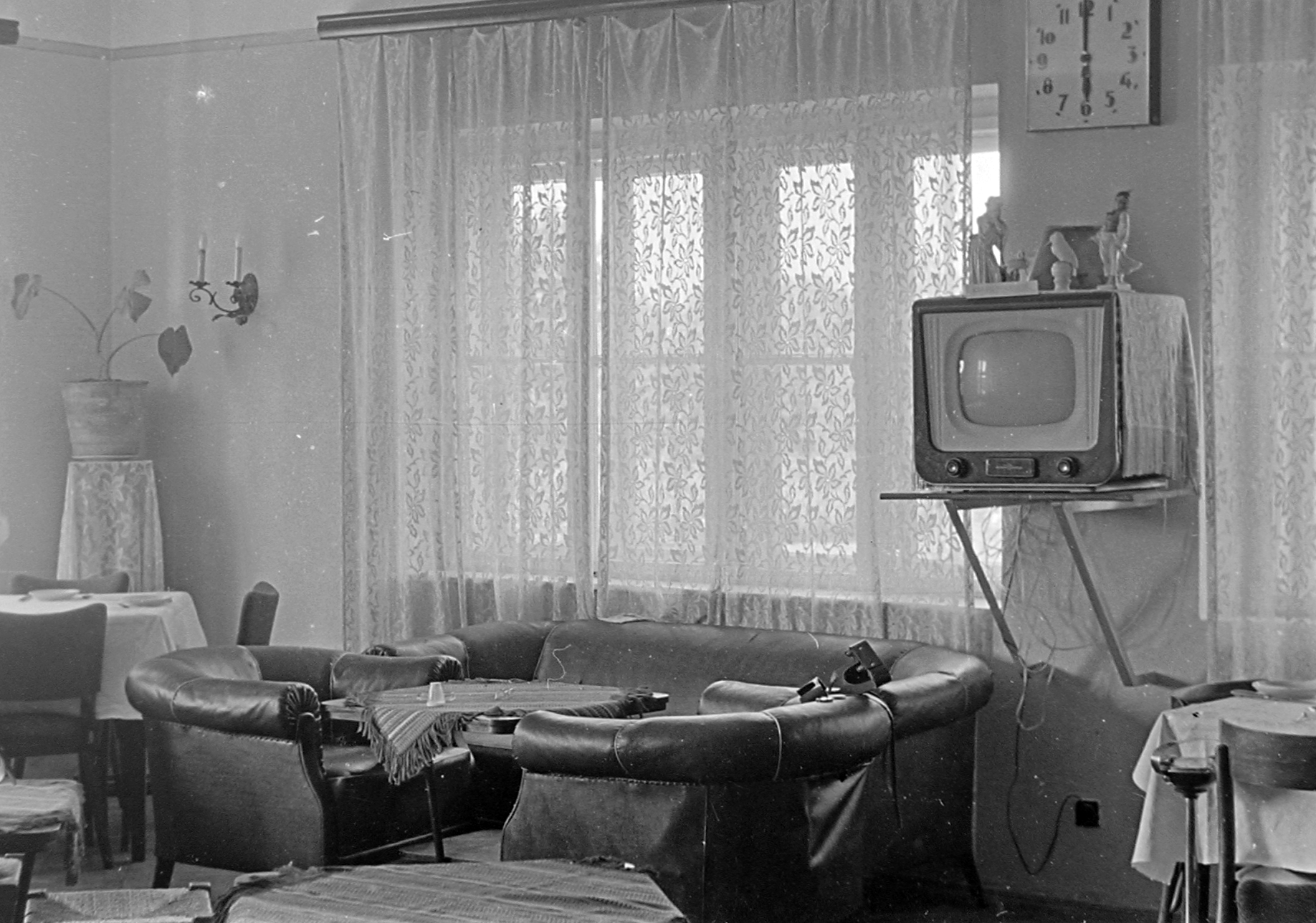
Orion AT501 az első sorozatban gyártott magyar televízió készülék, amelynek a gyártása 1956 januárjában kezdődött meg

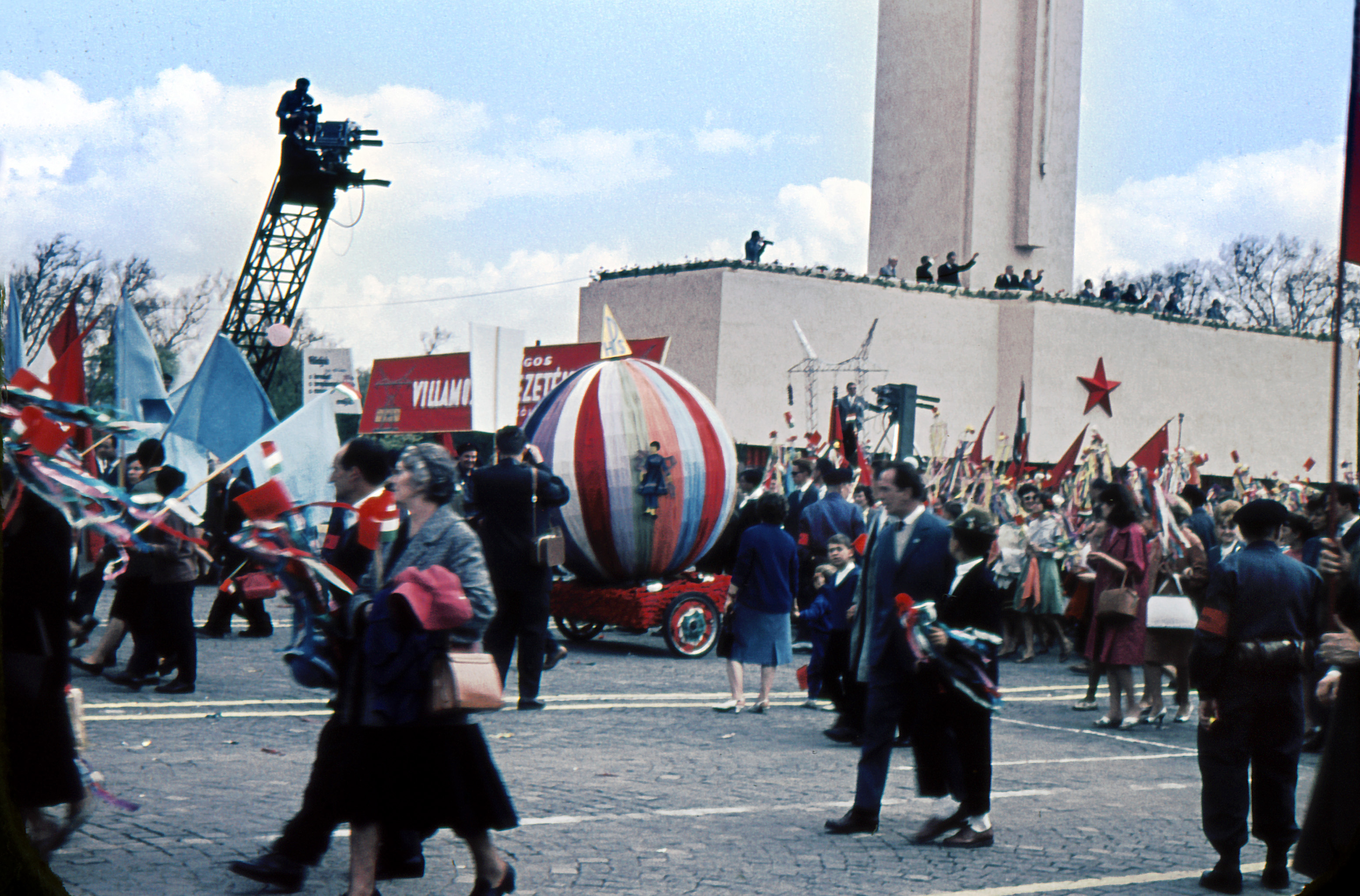
1957. május 1. Elindul a magyar televíziózás. Az első közvetítés a május 1-jei felvonulásról (a színes felvétel a mozikban bemutatott Filmhíradóból származik)

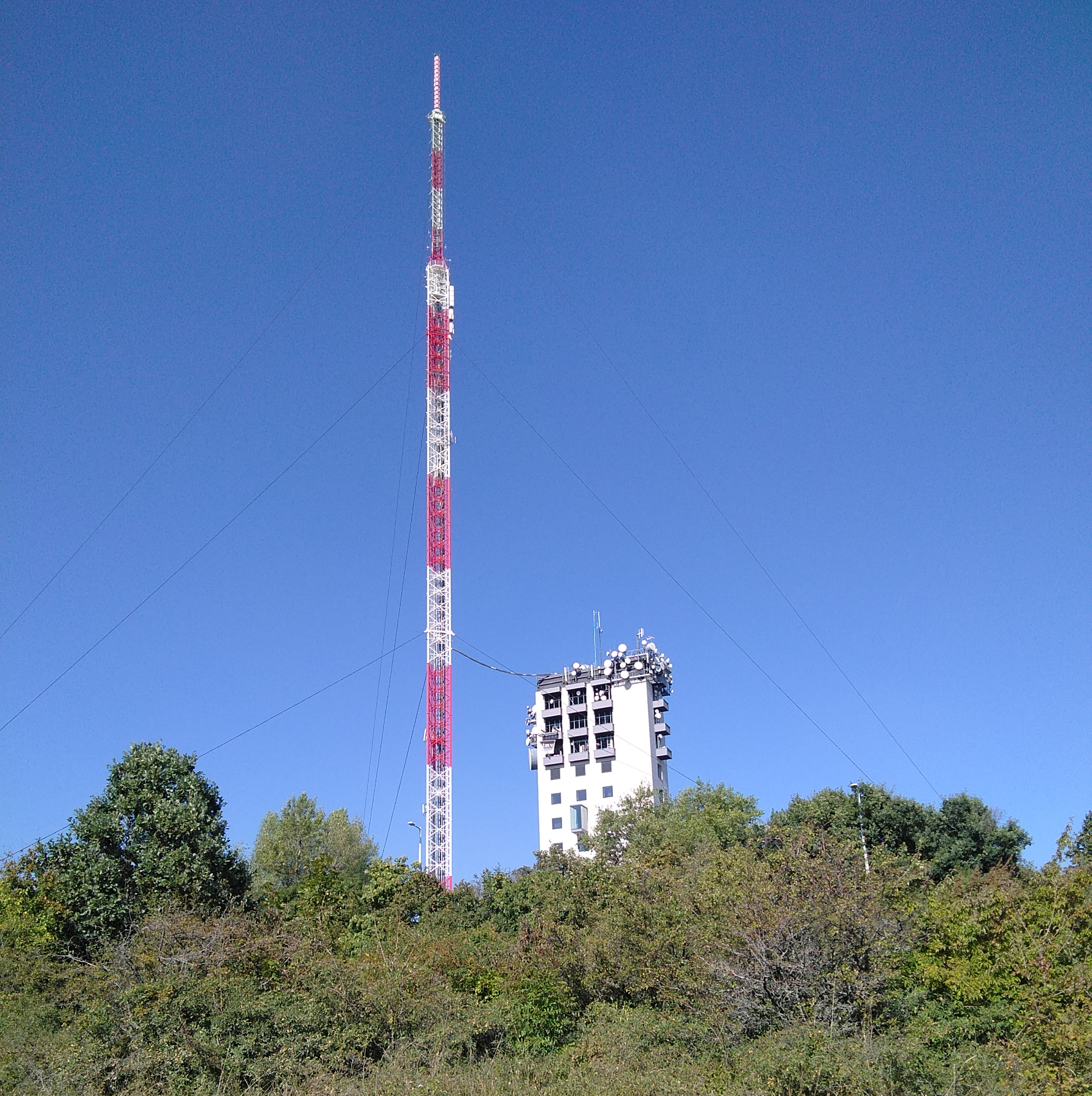
A Széchenyi-hegyi adótorony

A magyar televíziózás története 1954. január 20-án kezdődött az M1, Magyarország első televízióadója kísérleti adásainak beindulásával. A Magyar Televízió (MTV) 1953 és 1974 között a Magyar Rádió, majd az MRT részeként, majd 1974 és 2015 között önállóan működött magyar nemzeti közszolgálati televíziós intézményként.
Az M1 mellett ma már több mint 120 magyar nyelvű csatorna szórakoztatja a tévénézőket.

## A kezdetek

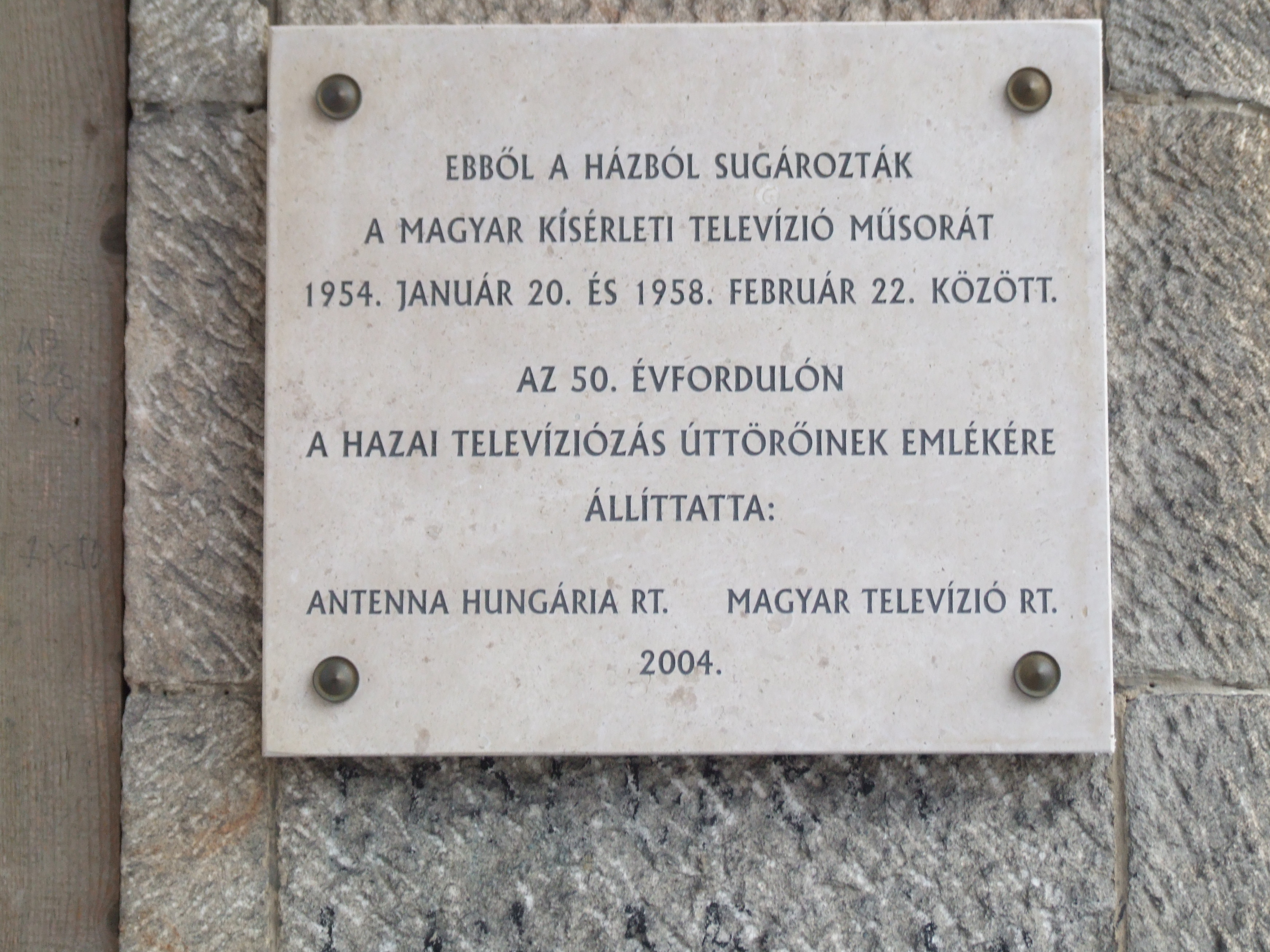
Emléktábla az Agancs út 30-32. számú ház falán

1946 tavaszán a Közlekedési- és Posta Kiállításon láthatta a közönség a televíziót működés közben. A műsor egy három méter hosszúságú hurokfilm volt, amelyen három nő beszélgetett. Nemes Tihamér szerkesztett hozzá katódsugárcsöves letapogatással működő készüléket. A katódsugárcső működéséhez szükséges 1000 voltos anódfeszültséget szárazelemekből álló oszlop szolgáltatta.
1952 februárjában a Minisztertanács hozzájárulását adta, miszerint párthatározatban mondják ki, hogy hazánkban 1954. május 1-jéig meg kell indítani a televíziózást. A műszaki végrehajtás a Magyar Postára hárul. A Posta, miután a Minisztertanács 1953. január 23-án hozzájárult, létrehozta a Magyar Televízió Vállalatot,
1953. január 23-án döntés született a hazai televíziózás megindításáról. A döntés értelmében a közben Újpestről Kőbányára költözött Orion Rádió és Villamossági Vállalatot bízta meg a Minisztertanács, hogy haladéktalanul kezdje meg televízió vevőkészülékek gyártásának technikai előkészületeit. Eleinte egy 14 x 18 cm-es képernyő méretű vevőkészüléket fejlesztettek ki, úgyhogy az 1954. január 20-án meginduló első próbaadások már ezeken a készülékeken voltak láthatóak. A nagy tömegeket vonzó őszi mezőgazdasági vásár egyik kiemelt látványossága is ez a tévékészülék típus volt. A vásárt követően a Corvin Nagyáruház, akkori nevén Budapest Nagyáruház kirakatában is díszhelyen mutatkozott be a televízió.
1955-ben a Magyar Rádióban létrehozták a Televíziós Osztályt, amely a műsorok műszaki elkészítésére volt hivatott, míg a műsor sugárzása a Magyar Posta feladatkörébe tartozott, ennek kapcsán alakult meg 1953-ban a Posta Kísérleti Állomás.
Az első adó teljesítménye 100/50 W (Visontai Péter, Molnár János, 35 mm-es filmhez filmbontó: Nemes Tihamér). Az első adást 1953. december 16-án sugározták: Láng Éva mérnökről készült diapozitívet közvetítettek a Gyáli úti Posta Kísérleti Állomás épületéből és ezt az Orion gyár épületében, 4 km-rel távolabbról vették. Ugyanazokat a léghűtésű adócsöveket használták, amelyekkel Bay Zoltán 1946-ban a Hold radar-visszhang kísérletet végezte. A második próbaadást 1954. január 20-tól 1958. február 22-ig a Széchenyi-hegyen, az egykori Agancs úti Hargita szálló mellett, a Magyar Posta Kísérleti Intézete állományába vett épület mellől sugározták egy kisebb, ideiglenes acéltoronyból, amire a Távvezetéképítő Vállalat szerelte fel az első adóantennát. Innen 1956 tavaszától kísérleti adások mentek keddi és pénteki napokon. A szomszédjában 1956–1958 között megépült az első adótorony a Széchenyi-hegyen, a Csíz utca 2-8. szám alatti telephelyen. 1956 tavaszán kezdődött el a vasbetonból készült, 60 méter magas adótorony építése a Széchenyi-hegyen, amelyet 1958. február 22-én adtak át. Az épületben helyet kapott egy NDK gyártmányú, O1-frekvenciájú 30/10 KW-os adóberendezés, egy francia mikrohullámú berendezés, később pedig már URH-adó is. Az épület tetejére egy 38 méter magas antennaárbócot szereltek fel négyemeletes lepkeantennával. Innen a televízió 1-es csatornája 1957. február 23-án kezdte meg a teszt sugárzást, szintén heti két nap gyakorisággal, amelyet már 50–90 km körzetben lehetett fogni. A Magyar Televízió hivatalosan az 1957 május elsejei felvonulás élő közvetítésével kezdte meg a rendszeres adását.
1955 augusztusára megszületett a szériagyártásra szánt tévékészülék első prototípusa, az Orion AT-501.
1956 tavaszától kerültek az első készülékek forgalomba, kezdetben csak Budapesten, az akkori Lenin körúti Ravill Kereskedelmi Vállalat boltjában, 5500 Ft/db áron (akkor egy mérnök fizetése átlag 550-650-Ft volt), amelyből közel tíz nap alatt adtak el 150 darabot. 1957-re 5000 darab eladását célozták meg.

## A tévékészülékek története Magyarországon

### Kétnormás vevőkészülékek

#### Kétnormás hang
Jugoszláviában és Ausztriában a CCIR szabvány szerint a kép- és hangvivő távolsága 5,5 MHz volt, Magyarország viszont az OIRT szabvány szerinti 6,5 MHz hangsegédvivőt használta. Ezért a „nyugati” adásoknál néma volt a készülék. Kezdetben ezen úgy segítettek, hogy beépítettek egy 1 MHz-es oszcillátort. Ennek a jelével keverve a középfrekvenciás erősítő jelét, létre lehetett hozni az 5,5 MHz-es jelből egy tükörfrekvenciás jelet a 6,5 MHz-en.
Ezt később gyárilag beépítették a készülékekbe. Az eljárás hátránya, hogy a videojel sávszélességét korlátozni kellett, bár ez a képminőséget lényegesen nem befolyásolta. Ezeknek a kétnormás vevőkészülékeknek a vízszintes sorirányú felbontóképessége kb. 420 pont volt.

#### Kétnormás színes vevőkészülék
Hasonló probléma lépett fel, amikor megindultak a színes adások. Ausztria és Jugoszlávia a PAL (nyugat-európai) norma szerint sugárzott, Magyarország viszont a francia SECAM rendszert vezette be a szovjet blokk országaira lerontott változatban, ezt hívták MESECAM-nak is.
Ez a probléma már csak gyárilag volt megoldható: beépítették a SECAM késleltető művonalat is, meg a PAL dekódolót is a vevőkészülékekbe.

### Külső eszközök csatlakozása a készülékhez
A kezdeti vevőkészülékeket autótranszformátorról működtették, így galvanikus kapcsolatban voltak az elektromos hálózattal. Az elektroncsövek soros fűtésűek voltak, fűtőfeszültségüknek ki kellett adnia a 220 voltot. Érintésvédelmi szempontból ezt a megerősített szigeteléssel kellett megoldani.
Az első problémát a fejhallgatók és hangszórók csatlakoztatása jelentette. Ezt hangfrekvenciás elválasztó transzformátorral oldották meg.
A következő probléma akkor keletkezett, amikor a nyolcvanas években kereskedelmi forgalomba kerültek a műsorok és filmek otthoni rögzítésére és lejátszására alkalmas első VHS képmagnók. Ehhez a tévékészülékeken videó kimenetet kellett kiépíteni. A probléma teljes megoldása az lett, hogy az egész vevőkészüléket transzformátor választotta le a villamos hálózatról.

### A készülékgyártás vége
Az 1980-as évek második felére a hazai piac mellett a KGST országokba exportáló két nagy hazai gyártó (az Orion és a Videoton) technológiai lemaradása a külföldi éllovasoktól szembetűnővé vált. A külföld és főképp a Nyugat olyan fejlesztési háttériparral rendelkezett, különösen a moratórium alá eső fejlett elektronikai termékek, alkatrészek, és kiegészítők terén, amely hátrányt egyik cég sem tudta tolerálni. Akkoriban Amerika és Nyugat-Európa a fejlett technológiákra, elektronikai, számítástechnikai termékek részeire, egészére egy nemzetközi embargót alkalmazott, amely meggátolta, hogy alapalkatrész szinten technológiai fejlesztéseket hajtsanak végre a hazai gyártók készülékeikkel. Idővel összeszerelő üzemekké alakultak át, majd 1992 után, a beáramló sokkal korszerűbb nyugati készülékek özöne mindkét nagy gyár elhalását eredményezte. Az ötvenes évek külföldtől elhatárolódó, önállóságra törekvő gazdaságpolitikai szemlélete miatti kényszer szülte hazai elektronikai ipar két nagy oszlopa ledőlt.

## 1957–1974: Az MRT korszak
Megérkezett az első PYE-közvetítőkocsi, amely mikrohullámú adójával 20–30 km távolságban játszódó események továbbítására is alkalmas volt.
Ebben az időszakban kiemelt fontosságú volt a munkásság politikai és kulturális műveltsége, leginkább Pécs környékén, ahol szén- és uránbányászat folyt. Párt- és kormányzati utasításra Pécsett kellett kiépíteni a második magyarországi televíziós adót. A feladattal a Posta Kísérleti Intézet munkatársát, Molnár Jánost bízták meg. Az adó rendelkezésre állott ugyan, de arra senki nem gondolt, hogy hogyan jut el a műsor Pécsre. Az ötvenes években alkalmazott rézkábelek erre a célra teljesen alkalmatlanok voltak (a rádióműsorok továbbítására persze megfeleltek). Molnár ekkor megvizsgálta annak lehetőségét, hogy vevőkészüléket telepít a helyszínen, és annak a jelét továbbítja az adóra. Ám ez is lehetetlennek bizonyult: a budapesti adó horizontja csak Dunaföldvárig ért. Az akkori gazdasági helyzetben reménytelen volt átjátszó állomást építeni, vagy vásárolni. A vételhez elképesztő méretű parabola vevőantennára lett volna szükség. Molnárnak ekkor ragyogó ötlete támadt: talált a Mecsekben egy olyan völgyet, vízmosást, amely részben paraboloid formájú volt. Ennek a völgynek volt egy pontja, ahol ki lehetett szűrni az új adótól származó zavarjeleket, és kellő erősséggel fogni lehetett a budapesti adó jelét. A budapesti és a pécsi adó frekvenciája közel volt egymáshoz, és a rendkívül nagy jel–zaj-arány miatt a pécsi adó alsó oldalsávjának jelei zavarták volna Budapest vételét. Ezt úgy küszöbölték ki, hogy a vevőt egy kisebb facsoport mögé helyezték, amely kellőképpen árnyékolta a pécsi adó sugárzását. Ezt a jelet használták fel a mecseki adó modulálásának céljára. A pécsi adó 1958-tól az OIRT 2-es csatornán, az 59,25 MHz-en működött, ezt később az RTL Klub kapta meg. Tekintettel arra, hogy az OIRT szabvány szélesebb frekvenciasávot engedélyez, mint a CCIR, ezért ennek az adónak lehetett oldalsávi sugárzása a budapesti adó 49-57 MHz jeltartományában. Ezt követően országszerte épülnek a tornyok a későbbi gerincadók számára.
1958 második felében a székesfehérvári volt Vadásztölténygyár (Videoton) gyár is megkezdte a tévékészülékek fejlesztését és gyártását a növekvő népszerűség kielégítése céljából. Ekkoriban hiánygazdaság működött, vagyis nem volt annyi készülék a piacon, amennyire igény lett volna. 1960. június 30-án az előfizetők száma már 78 681 főt tett ki.
1960-ban a Videoton bemutatta első önálló fejlesztésű, Tavasz típusú készülékét.
Az Orion gyárban elkészült a 400 000. tévékészülék, amelyből 53 000 exportra került (KGST megállapodás szerint).

### Színes adások megjelenése, az UHF sáv használatba vétele
- Himnusz
- Tömpe István MRT elnök megnyitója
- Drágszéli tánc (Állami Népi Együttes)
- Ady: Magyar jakobinusok dala (Major Tamás)
- Erkel: Hazám, hazám (Simándy József)
- József Attila: Ars poetica (Latinovits Zoltán)
- Liszt Ferenc: Legenda (Bácher Mihály - zongora)
- Andrej Voznyeszenszkij: Longjumeau - részlet (Bánki Zsuzsa)
- Latinka-ballada (Állami Népi Együttes)
- Internacionálé

A műsor bemondói Takács Mária és Tamási Eszter voltak. A szerkesztő Tóth Erika, a rendező Horváth Ádám volt.
A színes adások sugárzása 1967-től kezdve kísérletként folyt, 1969-től rendszeressé vált. 1969. március 21-én – a Tanácsköztársaság kikiáltásának 50. évfordulójának alkalmából – délelőtt 11 órakor egy körülbelül egy órás időtartamban került sor az első színes műszaki kisérleti adásra (ezt később az MRT saját tévécsatornáján is megismételték április 5.-én).
Az első csatorna adói már lefoglalták a VHF (Very High Frequency) sáv frekvenciáit, ezért a második műsor adóit (1971 augusztusában) az UHF (Ultra High Frequency) sávra helyezték. Tekintettel arra, hogy ez csaknem egybeesett a színes adások megkezdésével, az UHF sáv köznapi neve „a színes” volt. A régebbi készülékeket külön konverterrel kellett alkalmassá tenni a második műsor vételére.
Megkezdődött az első francia importból származó színes készülékek forgalmazása is, bár az ára visszatartó erővel bírt, emiatt az akkori státuszszimbólum egyik tárgyává lett. Az első színes adásokat is ezeken, az akkor az országban működő 2-300 francia kísérleti készüléken lehetett fogni.
Az első színes helyszíni közvetítés az 1970. április 4-i katonai díszszemléről történt. Az előfizetők száma ekkorra már (augusztusra) elérte az egymillió-hétszázezret. Az előfizetésekhez tartozó készülékek zömét a hazai ipar adta, amiben ugyanebben az évben kezdődött meg a színes adás vételére alkalmas televíziókészülékek gyártása.
1971-1973 között tartott a MTV2 próbaadása.

## 1974–1989: Az MTV korszak a rendszerváltásig
1974-ben a Magyar Rádió és Televízióról leválik a televízió intézménye. Mint a Kádár-rendszer egyik legfontosabb tömegtájékoztató médiuma, az önállósult televízió hírszerkesztési struktúráját is 1986-ig az MSZMP Központi Bizottságának Agitációs és Propaganda Osztálya (APO) által kijelölt direktívák határozták meg. A műsorok ellenőrzésére létrehozták az Állami Rádió és Televízió Bizottságot. A kulturális és művelődési műsorok irányvonalát pedig az Aczél György nevéhez fűződő legendás Tűrt, Tiltott és Támogatott kultúrpolitika formálta. Az 1986. évi II. törvény (sajtótörvény) a rádió- és a televízióműsorokra is vonatkozott. A Magyar Televízió 1982. november 30-án elindította a teletext szolgáltatást. 1989 óta a hét minden napján van adás.

### Regionális televíziózás

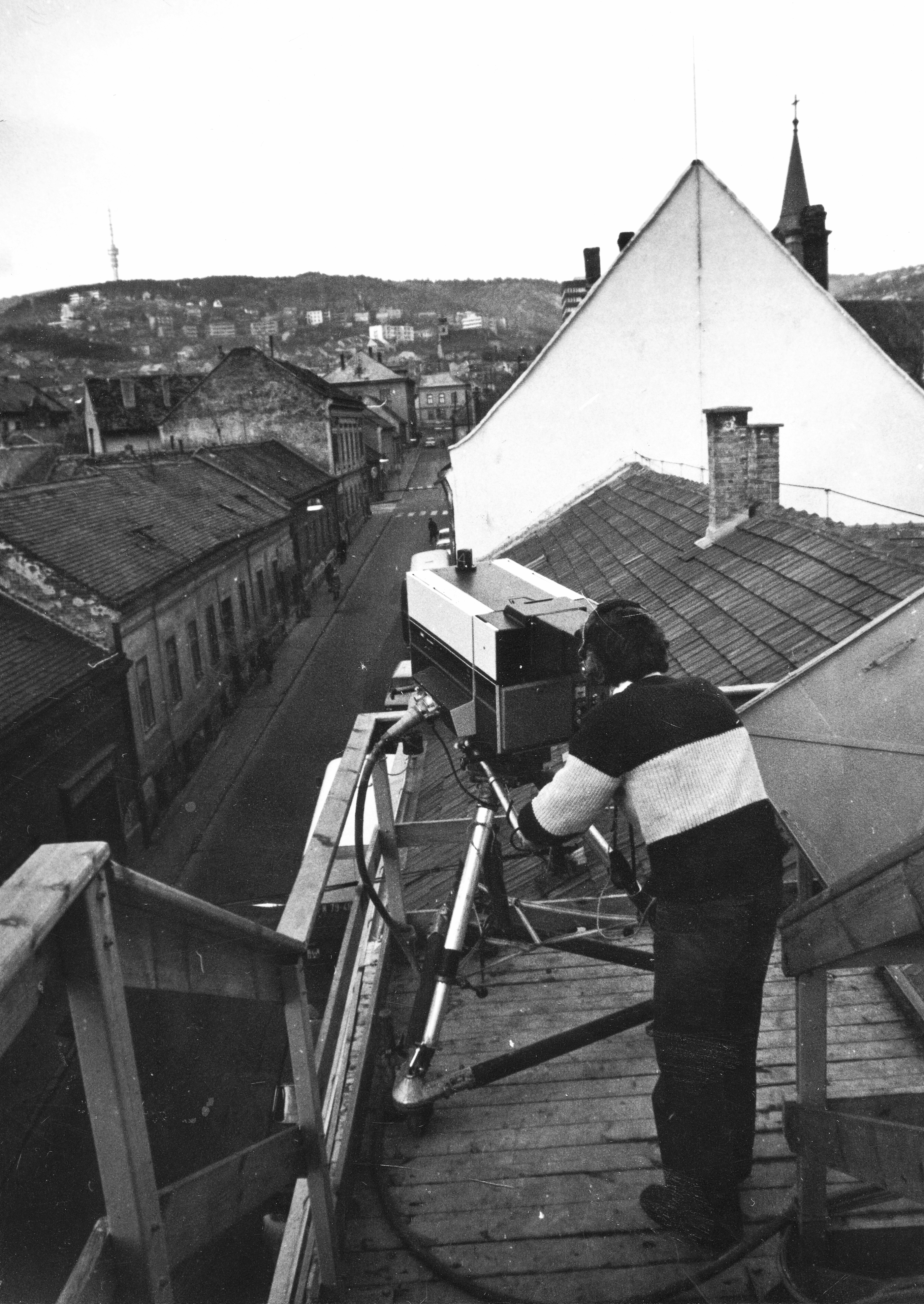
Az MTV pécsi körzeti stúdiójának kameraállása a Dr. Majorossy Imre utcai stúdió tetején (a régi Sörház utca), szemben a Misina-tető, rajta pedig az 1973-ban átadott Pécsi tévétorony

Az adótorony hálózat kiépülésével párhuzamosan a regionális televíziózás ötlete Magyarországon az 1970-es évek közepén vetődött fel. A televízió vezetői öt regionális stúdió alapításában gondolkodtak.  A jóváhagyott ötból első körben Pécsett és Szegeden hoztak létre tévéstúdiókat állami és helyi támogatások segítségével. Indításukra 1976. november 24.-én került sor.
A körzeti stúdiók a Magyar Televízió főszerkesztőségeiként működtek, munkájukat közvetlenül az MTV elnök irányította.
1985. április 2 -án elindult a regionális sugárzás. Ez azt jelentette, hogy egy megadott időszakban a 2. csatornán a Pécsi Körzeti Stúdió adásait lehetett nézni a pécsi és csávolyi (később a nagykanizsai) tévétornyok körzetében, a Szegedi Körzeti Stúdióét a szentesi (és később a komádi) tévétornyok körzetében. Ekkor a nézők kifejezetten az adott régiónak szóló adásokat láthattak (a többi helyen ezidő alatt a Budapesti Körzeti Stúdió adása volt látható).
| Stúdió               | Régió                             | Televíziós adótornyok         | Indulás éve |
| -------------------- | --------------------------------- | ----------------------------- | ----------- |
| Pécs                 | Dél-Dunántúl                      | Pécs, Nagykanizsa, Csávoly    | 1976        |
| Szeged               | Dél-Alföld                        | Szentes, Komádi               | 1976        |
| Budapest             | Közép-Magyarország                | Budapest, Kékes               | 1985        |
| Szombathely          | Közép-Dunántúl és Nyugat-Dunántúl | Győr, Kabhegy, Sopron, Vasvár | 1991        |
| Sopron               | Közép-Dunántúl és Nyugat-Dunántúl | Győr, Kabhegy, Sopron, Vasvár | 2000        |
| Debrecen             | Észak-Alföld                      | Tokaj                         | 1994        |
| Miskolc              | Észak-Magyarország                | Tokaj, Kékes                  | 1997        |
| Megjegyzések1. 2. 3. |                                   |                               |             |

Bár a körzeti stúdiók eredeti feladata a régión belüli irodalmi, dokumentum, zenei, drámai műsorok készítése is volt, a későbbi időszakban már csak sugárzási területen lévő körzeti híradó, nemzetiségi és magazinműsorok maradtak. A központi magazinműsorokba (például Stúdió, Ablak vagy A Hét) való bedolgozás is jelentősen megritkult.

### Műsorszórás

#### Műsortovábbítás mikrohullámú láncon keresztül
A területi adóknak műsorral való ellátását csak rövid ideig végezték vezeték nélkül, a vezéradó jeleinek vételével. A gerincadók között hamarosan kiépültek a mikrohullámú láncok az országon belül. Kiépült az első nemzetközi mikrohullámú vonal, amely az osztrák televízió műsorának budapesti vételét tette lehetővé. Ebből is csak azok a műsorok kerültek adásba, amelyeknél tisztázódott a szerzői jogdíj kérdése.
A szovjet televízió műsorát műholdas vétellel valósították meg. A Szovjetunió abban az időben még nem rendelkezett geoszinkron műholdakkal: a Molnyija holdak mozgását egy hatalmas parabolaantenna követte Taliándörögdön. Ebből kezdetben csak az engedélyezett műsorok kerültek adásba, később a budapesti 58-as csatornán a teljes műsort kisugározták.

#### Műsortovábbítás kábelen
Kezdetben csak lakóházak egységes műsorellátása érdekében épültek kábelhálózatok. Ehhez egy antennakészlet volt szükséges a háztetőn, és a lakóépületben kiépített nagyközösségi kábelhálózat.
Ennek a technikának az alapjain elkezdődött olyan kábelhálózatok kiépítése is, amelyek egy-egy település nagyobb részét, vagy egészét voltak képesek műsorral ellátni. Az első próbálkozás Pécsen volt 1982-ben. Az első ilyen jellegű televízióadó a Gazdagréti lakótelep panelházainak a kábelhálózatán kezdte meg a működését 1984-ben. A posta jóvoltából Gazdagrét mellett Székesfehérvár lakótelepeinek kábelhálózatain 1987-től továbbították a Sky Channel adását.

#### AM-Mikró
1987-ben indul az AM-Mikró földfelszíni mikrohullámú rendszer a kiemelt budapesti szállodák részére, azzal a céllal, hogy a nyugati szállóvendégek részére saját nyelvű szolgáltatás nyújtsanak. Az AM-Mikró hálózat 1989-ben pont-multipont rendszerré alakul át, így az a lakossági előfizetők számára is hozzáférhetővé válik. Az ezredfordulón a kódolatlan szolgáltatás helyett az Antenna Hungária az AntennaMikro márkanéven bevezeti a kódolt mikrohullámú lakossági műsorelosztást. Az addig a Széchenyi-hegyi adótoronyból sugárzott, műholdas parabolaantennán keresztül szabadon fogható földfelszíni szolgáltatás ekkor vált szabályozottá és előfizetésessé.
2005-ben az analóg AntennaMikro-t felváltja a digitális Antenna Digital adása. A szolgáltatást 2010-ben a Hello HD vette át, majd átnevezte Hello Digital-ra. Az infrastruktúra üzemeltetése az Antenna Hungáriánál maradt. 2016-tól az EuroCable üzemelteti.

## 1990–1996: A rendszerváltás utáni időszak
A rendszerváltás idején, 1989 decemberében a Magyar Posta három nagy szolgáltatási ága szétvált, önálló vállalattá alakultak: létrejött a Magyar Posta Vállalat (ma Magyar Posta Zrt.), a Magyar Távközlési Vállalat (ma Magyar Telekom Nyrt.) és a Magyar Műsorszóró Vállalat (ma Antenna Hungária Zrt.).

### Médiaháború
A rendszerváltás után, az Antall-kormány és a Boross-kormány alatt a Magyar Televízió 1-es programját kormánypárti elfogultsággal vádolták, amely főleg a hírműsorok esetében volt érezhető, mint a Híradó és A Hét esetében. A Híradóban az ellenzéki politikai pártokat negatív színben tüntették fel. Ez az éles belpolitikai csatározásoktól fűtött időszak Médiaháború néven került be a közbeszédbe és a korabeli sajtóba.
Az 1992-ben adását megkezdő Duna Televízió célja a külhoni magyarság hazai hírekkel és szórakoztató műsorokkal való ellátása. Adását kezdetben az Astra műholdról sugározták Európa számára. Az ellátottsági terület célpontja elsősorban a Székelyföld volt, de kellő minőségű vevőkészülékkel Párizsban, Berlinben is fogható volt.

### Nézettségmérés
A televíziós tartalmak nézettségét 1994 óta mérik. Fontossága a profitorientált országos kereskedelmi adók térnyerésével nőtt meg.

### Első magyar nyelvű kereskedelmi adók megjelenése
A rendszerváltásnak köszönhetően lehetőség nyílt arra, hogy a Magyar Televízión kívül más magyar nyelvű tévécsatornák is megkezdjék a sugárzást, valamint külföldi nagyvállalatok helyi csatornái beindulhassanak. A megváltozott politikai-gazdasági légkörben hamar megjelentek a kábeltelevíziós szolgáltatók és építettek ki saját hálózatokat. Azonnal megnyílt az a lehetőség, hogy olyan magán televíziós társaságok is műsort tudjanak sugározni, amelyek vezeték nélküli sugárzásra nem rendelkeztek engedéllyel.
Elsőként 1989-ben a Balaton környékén fogható Sió TV, majd 1990-ben a budapesti Szív TV és az ATV kezdte meg adását. 1991-ben az első külföldi tulajdonban lévő magyar nyelvű tematikus adóként megjelent az HBO mozicsatorna. 1993-tól a Magyarország első gyerektévéje, a Cartoon Network, igaz ekkor még angolul. 1994-ben indult a TV3. 1995-ben kezdte adását a Spektrum, a Budapest TV és az A3 (1996-ban Msat-ra átnevezve). 1995 nyarán az 1987 óta szabadon fogható Music Television Europe kódolttá tette a műholdon továbbított adását. Ez adott apropót a magyar nyelvű Top TV egy évig tartó létezéséhez. Az 1989-ben indult Eurosport-on 1996 óta szólalnak meg magyarul a sportközvetítések kommentátorai.

## 1996–2008: Az MTV monopólium vége és a kereskedelmi televíziózás térnyerése

### Az első médiatörvény
1996-ban hatályba lépett az éles belpolitikai csatározásoktól fűtött Médiaháborút lezáró első médiatörvény. Létrejön a Országos Rádió és Televízió Testület. (ORTT)
1996-ban a Magyar Televízió átállt a SECAM rendszerről PAL normára. (A földfelszíni televíziós hálózatok UHF frekvenciáin 2001-ben megtörtént a NICAM-728 rendszerű sztereó hangtovábbításra való átállás is.) A műsorcsatornák bővülése és a rendelkezésre álló csekély számú országos földi sugárzású frekvenciakészlet szükségessé tették, hogy 1997-ben a Magyar Televízió második műsora (akkor még analóg formában) műholdra kerüljön. Ez lehetővé tette a két országos kereskedelmi televízió engedélyezését.
Magyarország három országos analóg frekvenciakészlettel rendelkezett. A digitális műsorszórás céljára elvileg hat frekvenciakészletet (multiplexet) engedélyeztek.
1997 nyarán kezdte meg működését a fiatalok körében kedvelt Z+ zenetévé, majd a botrányokkal kísért pályáztatást követően októberben a hazai országos kereskedelmi televíziózás két máig meghatározó vállalkozása: az RTL Klub (ma RTL) és a TV2. (Ezt követően az addig évtizedeken át monopolhelyzetű Magyar Televízió jelentősen veszített a nézettségéből.)

### Kábeltelevíziózás elterjedése
Az első médiatörvény kötelezte a kábeltelevíziós szolgáltatókat a korszerű csillagpontos hálózatok kiépítésére, majd azt követően szerződés kötésére az előfizetőkkel, ami a tőkeerős társaságok terjeszkedésének kedvezett, mivel nekik volt lehetőségük befektetni a költséges technológiai fejlesztésekbe.
1998-ban az Msat-on elindult a Nickelodeon blokk, majd az Msat 1999-es megszűnésével a Nickelodeon külön mesecsatornaként folytatta. Abban az évben indult a Minimax is, egy évvel később pedig a Fox Kids is. 1999-ben megszűnt a Szív TV.
2000-ben februárjában megszűnt a TV3, majd októberben elindult a Viasat 3, a Sport 1 és a mai FixHD elődje, az informatikai tematikájú Fix.tv, novemberben pedig első nosztalgiacsatornaként az emlékezetes Filmmúzeum. Rövid életű volt 2000-2002 között a Satelit, hosszabb 2002-2013 között a Hálózat TV. 2001-ben kezdte meg adását a vallási tematikájú PAX TV és 2009-ben internetes közvetítésre váltott a Budapest TV. 2012-ben megszűnt a Filmmúzeum és a Sió TV.

## 2008–: A digitális televíziózás és streaming média

### Digitális televíziózás
Miután megszületett a műsorterjesztés és a digitális átállás szabályait lefektető 2007. évi LXXIV. törvény, az állam által 2008-ban kiírt, digitális földfelszíni televíziós és rádiós hálózat üzemeltetéséről szóló pályázatot az Antenna Hungária nyerte meg, és még abban az évben megkezdték MinDig TV márkanéven forgalmazott DVB-T formátumú szolgáltatásuk kiépítését. 2013-ban az Antenna Hungária lekapcsolja a földi sugárzású analóg csatornákat. A kábelszolgáltatók már korábban bevezették kínálataikba a digitális csomagokat. (DVB-C és IPTV szabványok)
Ma a csatornáknak már csak kis része használ 4:3-as képarányt, többségük szélesvásznúra (16:9-re) váltott, számos adó pedig nagy felbontásban (HD) is elérhetővé tette adását.
A vevőkészülékek piacán a hagyományos katódsugárcsőves CRT televíziókat az ezredforduló után először az LCD, majd a 2010-es évektől kezdve a LED kijelzős típusok szorították ki. A korszerű okostévék gyakran egyúttal monitorként is használhatók a számítógépek műveleteinek megjelenítésére. Az otthoni rögzítőeszközökhöz használatos adathordozók terén a VHS kazettákat a kilencvenes évek második felétől a DVD lemezek, majd a 2010-es években a memóriakártya és a pendrive eszközök váltották le.
Ma több mint 120 csatorna sugároz magyar nyelven változatos kínálatban, ami rendkívül soknak számít egy ilyen kicsi országban. Többségük nagyrészt külföldi tőke támogatásával, különböző holdingokba csoportosulva működik. A magyar lakosság átlagosan 4 óra 21 percet néz televíziót naponta (azokat is beleszámítva, akiknek nincs készülékük), ami szintén soknak mondható. A digitális forradalom okozta radikális technológiai fejlődés eredményeként, a szélessávú internet szolgáltatások ezredforduló óta tartó tömeges elterjedése következtében a fiatalabb korosztályokban számottevően csökkent a televíziós tartalmak rendszeres fogyasztásával töltött átlagos idő.

### A közszolgálati regionális televíziózás vége
A magyarországi körzeti televíziózás végjátékának okai közt nem csak a közszolgálati média elképzeléseit kell megjelölni. Babiczky László, az MTV Pécsi Stúdiójának egykori főrendezője szerint a magyarországi közigazgatási rendszerben nem realizálódott a regionális szemlélet, a gazdasági alapja sem teremtődött meg ennek. Nem jöttek létre a régiók, melyek alapját képezhették volna az erre épülő közszolgálati televíziózásnak.
2011-ben a Magyar Televízió vagyonát átvevő MTVA drasztikusan leépítette majd végül megszüntette a körzeti stúdiókat, amit a rendkívül gazdaságtalan körülményekkel indokolt. Helyettük a Helyi Televíziók Országos Egyesületével kötöttek szerződést, hogy vidéki tudósításokat biztosítsanak. Egyedül egy időszakos stúdió maradt meg Révfülöpön, ahol 2011-tól nyaranta a hétköznap reggeli magazinműsort készítették.

### A második médiatörvény
A 2011-ben hatályba lépett 2010. évi CLXXXV. törvény (második médiatörvény) törölte az 1996. évi I. törvény (első médiatörvény) és az 1986. évi II. törvény (sajtótörvény) érvényességét. Az ORTT jogutódja a Nemzeti Média- és Hírközlési Hatóság lett.
2015. július 1-jén a közszolgálati média Duna Médiaszolgáltató Nonprofit Zrt. néven egyesült az addig önállóan működő Magyar Televízióval, a Duna Televízióval, a Magyar Rádióval és a Magyar Távirati Irodával. A Televíziós Médiaszolgáltatási Igazgatóság üzemelteti tovább a korábbi négy csatornát: az M1-et, az M2-t, éjjeli váltótársát, az M2 Petőfi TV-t, a 2013. december 20-án indult M3 retro-csatornát. 2015-ben elindult az M4 sportcsatorna, majd 2016-ban az oktatási–ismeretterjesztő–kulturális M5 csatorna. Az összevonás, továbbá a műsorstruktúra átalakítása jelentős nézettségcsökkenést eredményezett.
| Csatorna                                                             | 2015   | 2016   | 2017   | 2018   | 2019   | 2020   | 2021   | 2022   | 2023   | 2024   |
| -------------------------------------------------------------------- | ------ | ------ | ------ | ------ | ------ | ------ | ------ | ------ | ------ | ------ |
| RTL                                                                  | 20,1%  | 18,3%  | 16,5%  | 15,3%  | 15,3%  | 14,9%  | 14,3%  | 12,6%  | 11,3%  | 11,0%  |
| TV2                                                                  | 14,9%  | 12,9%  | 12,9%  | 12,6%  | 13,6%  | 13,6%  | 13,0%  | 14%    | 16,3%  | 14,8%  |
| Duna                                                                 | 6,8%   | 7,5%   | 6,3%   | 3,8%   | 3,6%   | 3,5%   | 3,6%   | 3,5%   | 3,3%   | 3,8%   |
| ATV                                                                  | 3,5%   | 3,5%   | 3,6%   | 3,5%   | 4,1%   | 4,0%   | 4,2%   | 4,3%   | 3,6%   | 3,7%   |
| Forrás:                                                              | [ 54 ] | [ 55 ] | [ 56 ] | [ 57 ] | [ 58 ] | [ 59 ] | [ 60 ] | [ 61 ] | [ 62 ] | [ 63 ] |
| Teljes nézettség (4+), Főműsoridő: 18:30-22:00, Live+Playback adatok |        |        |        |        |        |        |        |        |        |        |

### Streaming média
Bár a magyar televíziós csatornák online jelenléte már a 2000-es évek óta létezett, ezek sokáig kimerültek az élő adások online streamelésében és a korábbi műsorok utólagos megtekintését kínáló (catch-up) szolgáltatásokban. Az HBO Go (később HBO Max) volt az első 2007-ben, amely streaming szolgáltatóként megjelent (viszont a szolgáltatást 2017-ig még a prémium kábelcsatorna előfizetéséhez kötötte).
A nagy nemzetközi előfizetéses streaming szolgáltatók a 2010-es évek második felében indították el a szolgáltatásukat Magyarországon: 2016-tól a Netflix és az Amazon Prime Video,, 2019-tól Apple TV+, 2022-től a Disney+ és 2023-tól a SkyShowtime jelent meg az országban (nem hivatalosan ezen szolgáltatók egy része már elérhető volt korábban VPN-en keresztül). A igény szerint megtekinthető műsorkatalógusokban (Video on Demand) a megvásárolt tartalmak sugárzási jogai miatt jellemzően csak egy részét forgalmazzák az USA-n kívüli országokban.
Idővel a hazai országos kereskedelmi televíziók is igyekeztek felzárkózni a külföldi streaming szolgáltatásokhoz és így új brandeket bevezetve RTL+ illetve TV2 Play néven újították meg a videós streaming szolgáltatásaikat.